# Sustain
Der Begriff Sustain (englisch für Aufrechterhalten, Aushalten) bezeichnet in der Akustik bestimmte Aspekte des Klangverhaltens von Klangerzeugern. Der Begriff hat zwei unterschiedliche Bedeutungen, je nachdem, ob es sich um akustisch oder elektronisch erzeugte Klänge handelt.

## Sustain bei akustischen Klangerzeugern

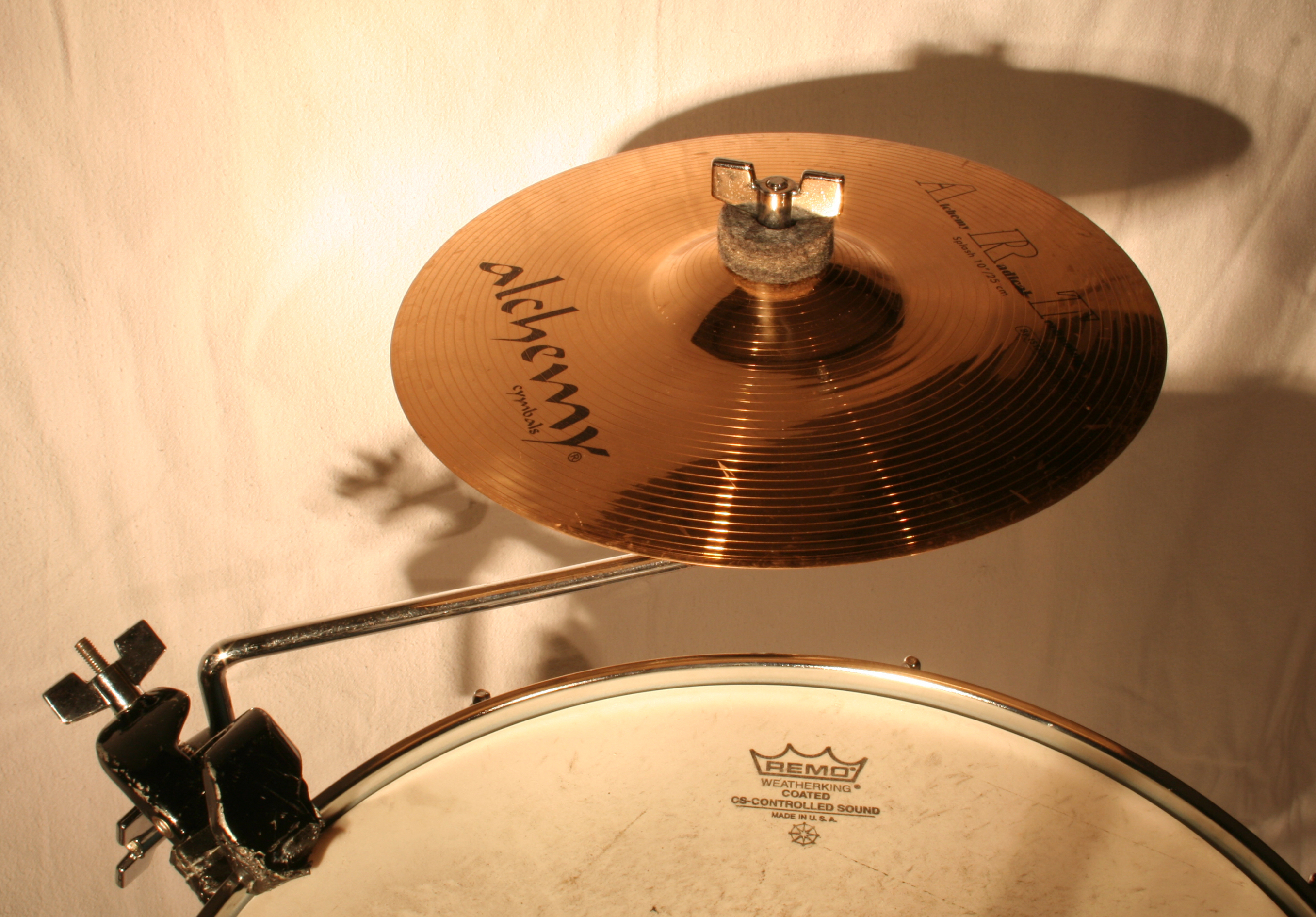
Splash-Becken besitzen ein sehr kurzes Sustain

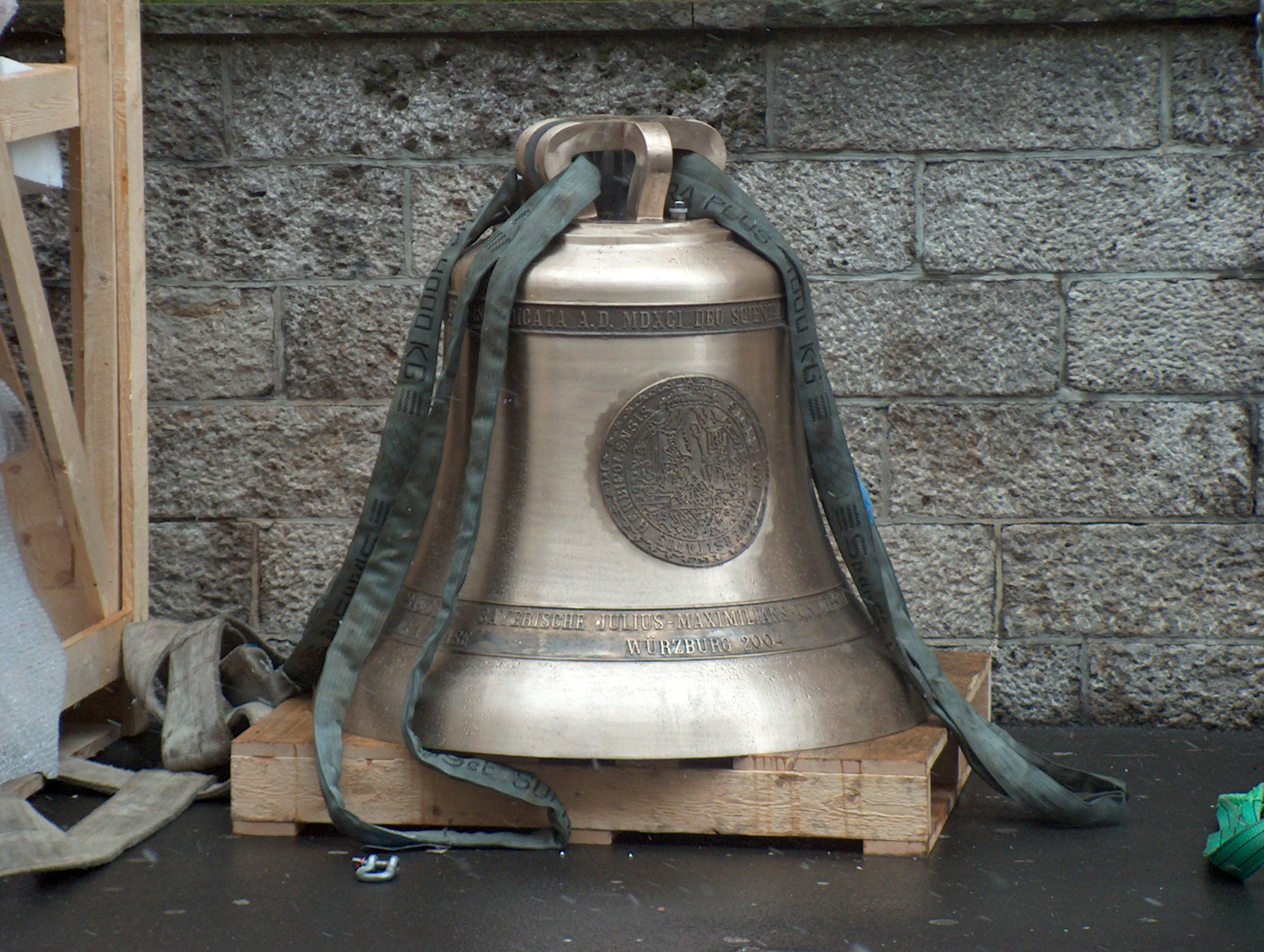
Große Glocken haben ein sehr langes Sustain

Bei akustischen Klangerzeugern, besonders bei Musikinstrumenten, bezeichnet Sustain die Länge des Ausklingvorgangs eines Tons, nachdem er manuell oder maschinell ausgelöst wurde.
Verebbt das physikalische Ausschwingen der klangerzeugenden Teile von Instrumenten (zum Beispiel Saiten) nach dem Auslösen schnell und lässt demzufolge die Lautstärke des erzeugten Tons schnell nach, hat der Klangerzeuger ein kurzes Sustain; hält dieses Ausschwingen und damit der erzeugte Ton ohne erneute Betätigung des Klangerzeugers über längere Zeit an, spricht man von langem Sustain.
Während bei Schlaginstrumenten das Sustain aufgrund des schnellen Verklingen des Tons extrem kurz ist, kann das Sustain auf mechanischen Instrumenten (wie zum Beispiel bei der Orgel) theoretisch unendlich lang sein. Beim Klavier kann das Sustain durch das rechte Pedal beeinflusst werden, das die Dämpfer der Saiten steuert.
Der Begriff Sustain ist nicht zu verwechseln mit dem Nachhall (engl. Reverberation), da beim Sustain der ausklingende Ton vom Instrument selbst hergestellt wird. Beim Nachhall findet eine Reflexion der Schallausbreitung in der Luft statt oder wird in elektronischen Nachhallgeräten erzeugt, der sich unabhängig von der Eigenklangdauer eines Instruments verhält.

## Sustain bei elektronischen Klangerzeugern
Bei elektronisch erzeugten Tonsignalen wie zum Beispiel bei analogen oder digitalen Synthesizern oder Samplern wird mit Sustain eine Phase der Hüllkurve des Tons bezeichnet. Sustain ist dort die dritte von vier idealisierten Phasen (ADSR) in der Hüllkurve der Tonlautstärke und bezeichnet hier keine Zeitdauer, sondern das Lautstärkeniveau des Tons im quasistationären Zustand.